# Reykjanesbær
Reykjanesbær is een gemeente op het schiereiland Reykjanesskagi in het zuidwesten van IJsland in de regio Suðurnes. De gemeente ontstond in 1994 door het samenvoegen van de gemeentes Keflavíkurbær, Njarðvíkurbær en Hafnahreppur. De gemeente heeft 14.231 inwoners (in 2013). De grootste plaatsen in de gemeente zijn Keflavík met 8.000 inwoners, Njarðvík met 4000 inwoners en Hafnir met 76 inwoners. De plaatsen Keflavík en Njarðvík zijn met elkaar vergroeid en worden samen vaak met Reykjanesbær aangeduid in plaats van met hun eigenlijke naam.

## Geboren
- Samúel Friðjónsson (1996), voetballer

Reykjanesbær · Grindavíkurbær · Sandgerðisbær · Sveitarfélagið Garður · Sveitarfélagið Vogar